# Rejon pokrojski
Rejon pokrojski (lit. Pakruojo rajono savivaldybė) – rejon w północnej Litwie.